# パメラ・スマート
- パメラ・スマート[1][2]
- パミラ・スマート[3]

パメラ・アン・スマート（英: Pamela Ann Smart、1967年8月16日 - ）は、アメリカ合衆国の教員、犯罪者。若い教え子を情事で誘惑して自分の夫を殺害させたとして、大きな話題となった。フロリダ州マイアミ出身。旧姓はウォジャス（Wojas）。

## 経歴
パメラはマイアミで中流家庭で誕生した。1980年にニューハンプシャー州のウインドハムに転居した。学生時代から、人の注目を集めたがる性格と、多くの男性と性関係を持つことで知られていた。1985年の大晦日にグレゴリー（グレッグ）・スマートという青年と友人宅のパーティーで知り合い、後には同棲生活を送っていた。

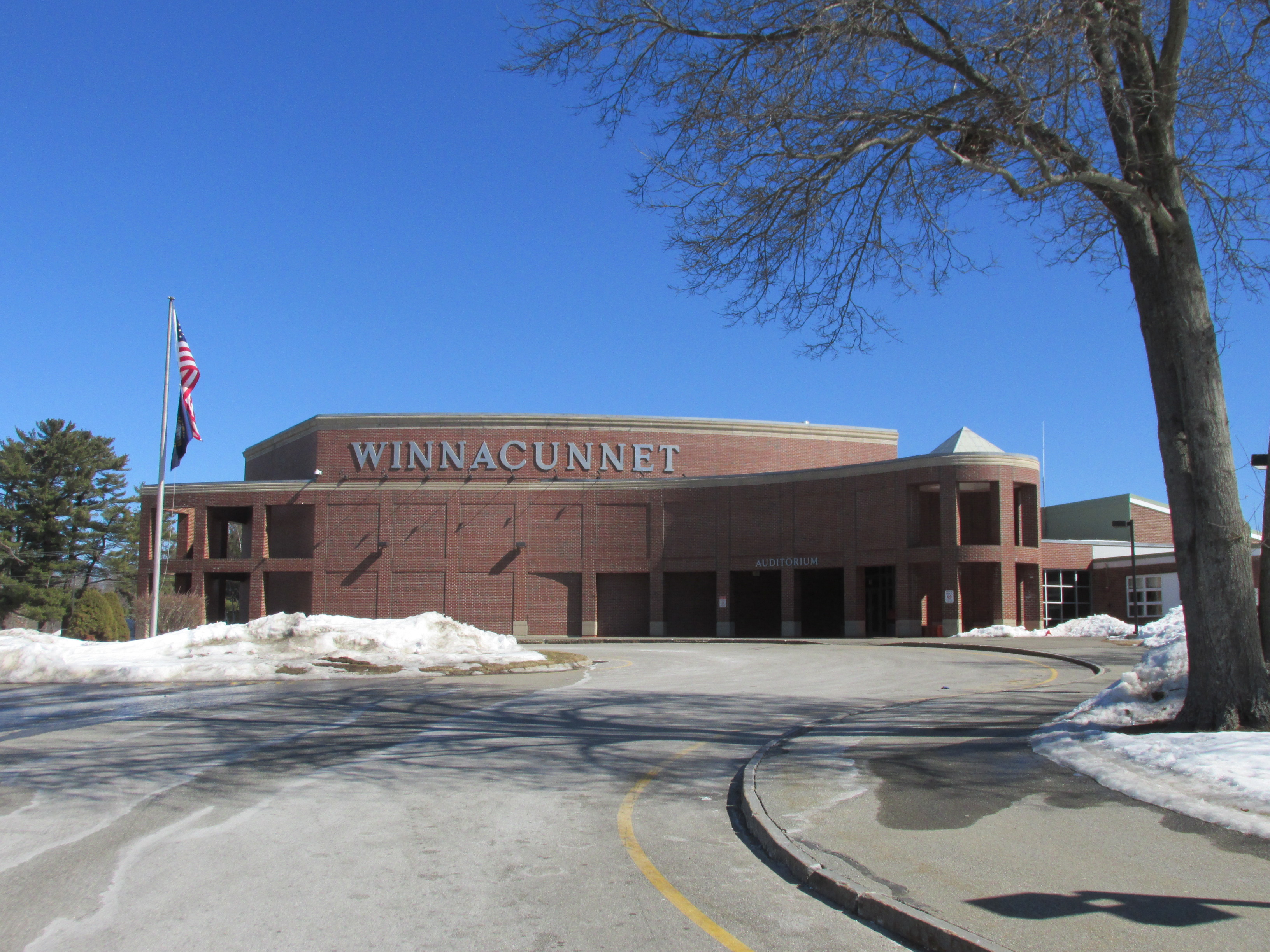
ウィナカネット高等学校

大学を卒業後、パメラは教員となり、ハンプトンのウィナカネット高等学校、ハンプトンの団体であるスクール・アドミニストレーティブ・ユニット21のメディアセンターに勤めた。パメラは生徒たちの人気の的であり、特にウィリアム・フリンという少年、セシリア・ピアスという少女の15歳の高校生2人がパメラを強く慕っていた。
1989年、グレッグとパメラは結婚し、後にデリーの小村であるコンドミニアムに転居した。グレッグはロックバンドの夢は捨てて保険の外交員となり家計を支えたが、パメラはニュースキャスターになる夢を捨てなかった。しかし2人は極度に自己中心的で、性格の衝突による喧嘩が同棲時代から絶えなかった。同1989年、グレッグの浮気が元で、不仲は決定的となった。パメラは報復として自分も浮気に乗り出し、ウィリアム・フリンを自分の下着姿の写真やアダルトビデオで誘惑し、性関係を持った。そして「関係を続けるためにはグレッグを殺すしかない」と持ちかけた。この際、奇妙なことにパメラはセシリアにもこの計画を打ち明けていた。

### 事件
1990年5月1日夜、スマート家に女性の悲鳴が響いた。近隣の者がそれを聞きつけて家へ駆けこむと、そこにはグレッグの死体があった。警察が駆けつけ、頭を銃で撃ち抜かれていることが明らかになった。金銭が失われていること、家具を運び出そうとした形跡があったことから、強盗の仕業とも考えられた。またグレッグの所持品から大麻が発見されたことから、麻薬の密売人との間のトラブルとの説も上がった。
グレッグの遺体に泣きすがるパメラの姿は、周囲の同情を誘った。パメラは心から衝撃を受けている様子であり、隣人たちは彼女を慰めていた。しかし警察は、パメラが結婚したばかりの夫を失ったにしては平然としていることに疑問を抱いており、同様の疑問を抱く友人たちもいた。これについてパメラは「神様が衝撃に耐える力を下さった」と説明し、周囲もその説明を受け入れた。
捜査が進展しないまま1か月以上が経過した後の6月10日、ウィリアム・フリンの友人バンス・ラタイムの父親が警察に出頭し、息子のバンス、同じく友人のパトリック・ランドルがウィリアムと共謀してグレッグを殺害したと告白した。その前日に、バンスとパトリックが別の友人にグレッグ殺害を告白し、その友人がバンスの父に子細を教えたのである。やがてセシリアの証言を通じ、パメラが夫殺害の罪として逮捕された。

### 裁判
翌1991年、事件の裁判が開始された。ウィリアム・フリンはパメラとの性関係の様子や、パメラの指示のもと、バンスとパトリックの協力を得て、スマート家で強盗に見せかけてグレッグを射殺したことを語った。ウィリアムはパメラに「殺すくらいなら離婚を」と勧めたが、パメラは「離婚には金がかかるし、家や家具などを失うかもしれない」と答えたという。
1991年3月22日、パメラは殺人謀議、殺人共犯、証人の買収（ある少年に偽りの証言を依頼したとされる）で仮釈放を認められない終身刑を宣告された。グレッグには14万ドルの生命保険が掛けられていたことから、動機はこの保険金が狙いと裁判所で認定された。実行犯の少年の内、ウィリアム・フリンとパトリック・ランドルは40年、バンス・ラタイムは30年の刑を宣告された（のちにウィリアムが仮釈放されたのは2015年のことで、他の共犯者も仮釈放された）。判決の際、大泣きするウィリアムら3人に対し、パメラは感情をまったく表に出すことはなかった。もっともそのパメラも、刑務所に入った初日は狂ったように泣き続けたという。

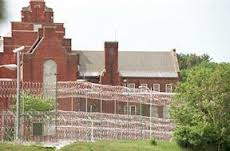
ベッドフォードヒルズ刑務所

その後はニューハンプシャー州女性刑務所を経て、1993年にニューヨーク州の最重警備刑務所であるベッドフォードヒルズ刑務所に移管された。2017年時点においても服役中である。

## 影響
パメラと当時15歳の少年であるウィリアム・フリンの情事は、マスメディアにとっては魅力的な話題であった。新聞では大見出しで報じられ、当時の湾岸戦争と新聞の見出しを二分するほど、世間の注目を集めた。ウィリアムの告白は、裁判翌日の新聞の見出しで「スマートの殺害者、情事を告白」「ストリップで先生が僕を誘惑したのです」と掲げられた。
この裁判はテレビでも中継放映され、当時人気の恋愛ドラマよりも高い視聴率を記録した。事件現場は平和な小村であり、美人教師と恋に狂った若者の猟奇的事件が降ってわいたとあって、アメリカ中を騒然とさせた。カナダやイスラエルなど、アメリカ国外からもテレビ中継車が押しかける騒ぎであり、日本の新聞でも報じられた。クールな態度で無罪を主張し続けるパメラは、マスコミから「氷の女」「氷のプリンセス」の異名で呼ばれた。
この10年前の1980年には、アメリカの名門女子高の校長であるジーン・ハリスが愛人を殺害する事件があり、ニューヨーク・タイムズ紙で「これまでで最もセンセーショナルな裁判の一つ」と報じられたが、パメラの裁判はそれと同等の一大センセーションを巻き起こしたともいわれた。

### 作品
この事件は1991年に、アメリカの作家のマージ・ピアシーによる1991年の小説『The Longings of Women』、アメリカのドラマ『ロー&オーダー』のエピソード『Renunciation』（日本語題『断たれた想い』）、アメリカのテレビ映画『Murder in New Hampshire』などのモチーフとなった。
1992年には、アメリカの女流作家ジョイス・メナードの長編小説『To Die For』（日本語題『誘惑』）のモチーフとなり、1995年にはアメリカで『TO DIE FOR』（日本語題『誘う女』）として映画化された。映画では、パメラをモデルとした主人公の役をニコール・キッドマンが演じた。2014年にはこの事件を報じるアメリカのドキュメンタリー映画『CAPTIVATED The Trials of Pamela Smart』が公開された。